# Вальтер Ріц
Ва́льтер Ріц (нім. Walter Ritz; 22 лютого 1878, Сьйон (нім. Зіттен), Вале, Швейцарія — 7 липня 1909, Геттінген, Німецька імперія) — швейцарський фізик-теоретик, математик.

## Біографічні дані
Вальтер Ріц народився в 1878 р. в сім'ї художника-пейзажиста випускника Дюссельдорфської академії мистецтв Рафаеля Ріца і дочки інженера Ноєрдлінгера (нім. Noerdlinger) з Тюбінгії (з 1973 року округ Тюбінген). Ріц, обдарований яскравими здібностями, без зусиль закінчив комунальний Ліцей Сьйона. Вже в дуже молодому віці він відрізнявся впевненістю суджень, що пізніше проявилося у виборі тем його наукових робіт.
У 1899 р. Ріц вступив до Цюрихської політехнічної школи, потрапивши в одну групу з Альбертом Айнштейном. Частково це пояснює, чому вони займалися близькими проблемами фізики, а їхні ідеї перегукувалися. Також вони дискутували в пресі і навіть співпрацювали.
З 1901 року продовжив навчання у Геттінгенському університеті. Перебування в Геттінгені було найщасливішим періодом його життя. Його здоров'я тоді не було настільки підірване, щоб перешкодити йому навчатися у обраних ним вчителів. Особливо помітний вплив на формування його розуму надали Д. Гільберт і В. Фогт (нім. Woldemar Voigt). Саме Фойґту він подав і захистив 19 грудня 1902 року свою дисертацію «До теорії серійних спектрів» з найвищою оцінкою «summa cum laude» («з вищою похвалою»).
Після захисту дисертації Ріц вирушив у Нідерланди у Лейден, по дорозі (у Ганновері) зустрівшись з К. Рунге для обговорення проблем спектроскопії. У Лейдені (1903) разом з товаришем П. Еренфестом Ріц відвідував лекції і семінари Г. А. Лоренца
У травні-червні 1903 р. Ріц працював в Інституті Кайзера у Бонні, де йому вдалось експериментально виявити відсутню лінію дифузної серії калію, котру він передбачив ще у дисертації. В кінці 1903 року Ріц поїхав у Париж і працював в лабораторії Е. Коттона (фр. Aimé Auguste Cotton) у Вищій нормальній школі.
У липні 1904 року Ріц змушений повернутись у Швейцарію через різке погіршення здоров'я і протягом трьох років намагався його відновити на різних легеневих курортах. За цей період він практично не публікувався.
З початку 1907 року Ріц відновив інтенсивну наукову діяльність. З вересня 1907 р. він працював в лабораторії Ф. Пашена у Тюбінгені. Навесні 1908 року Ріц переїхав в Геттінген для читання лекцій, хоча сили вже покидали його.
Ріц помер 7 липня 1909 р від туберкульозу.

## Наукові заслуги
Роботи у фізиці присвячені спектроскопії, теорії теплового випромінювання, електродинаміці. Розробив ідею обчислення частот безпосередньо з енергетичної умови, без розв'язування диференціальних рівнянь. В 1908 році відкрив закон, згідно з яким хвильове число довільної спектральної лінії дорівнює різниці двох термів із множини термів, характерних даному елементу. Формулу, що описує довільну спектральну лінію елемента записав у 1890 році Й. Р. Рідберґ. Звідси і назва «комбінаційний принцип Рідберґа — Ріца».
Другий напрям досліджень належить до розв'язання варіаційних задач теоретичної фізики. За цим напрямом Ріц опублікував у 1908 році велику працю «Про новий метод розв'язання деяких варіаційних задач математичної фізики», а в 1909 році вийшла у світ його публікація «Теорія поперечних коливань квадратної пластини з вільними границями», присвячена застосуванню методу. Ріц запропонував (1909) новий «прямий» метод наближеного розв'язання варіаційних задач (метод Ріца), що знайшов застосування у теорії коливань, теорії пружності, будівельній механіці. Метод Ріца є розвитком методу Релея (іноді його називають методом Релея — Ріца).
Третій напрям робіт пов'язаний зі спробою Ріца радикально реконструювати електродинаміку на базі альтернативного до максвеллівського підходу, що бере початок ще у працях К. Гауса та Б. Рімана. До даного напрямку відносяться 9 праць Ріца, 8 з яких вийшли друком у 1908—1909 рр. Серед них велика стаття «Критичні дослідження із загальної електродинаміки» та стаття «Про основи електродинаміки і про теорію чорного випромінювання». Останню критикував А. Ейнштейн у відомій статті «Про проблему випромінювання» (1909). В цих працях Ріц виклав свою балістичну (емісійну) теорію як альтернативу спеціальній теорії відносності, у якій подав новий варіант електродинаміки, оптики та теорії гравітації. Балістичну теорію також було залучено для альтернативного пояснення червоного зсуву спостережуваного космічного випромінювання, який наразі пов'язують із законом Габбла.
Ріц і Ейнштейн написали у співавторстві статтю «До сучасного стану проблеми випромінювання».

## Вшанування пам'яті
Кратер Ріц на зворотному боці Місяця названий на честь науковця.